# Стрюково
Стрю́ково (рос. Стрюково) — присілок у складі Великоустюзького району Вологодської області, Росія. Входить до складу Верхньоварженського сільського поселення.

## Населення
Населення — 20 осіб (2010; 37 у 2002).
Національний склад (станом на 2002 рік):
- росіяни — 97 %